# Erceg
Erceg (Herceg) je prezime koje u Hrvatskoj nose pretežito Hrvati katolici, a manji dio osoba s tim prezimenom, uglavnom u okolici Zadra, su pravoslavci koji se izjašnjavaju kao Srbi.
Matica prezimena je u selu Rašćane kod Vrgorca. Po popisu stanovništva iz 2011. prezime Erceg je prvo po učestalosti u Vrgorskoj krajini i na 123. mjestu u Hrvatskoj.
Sredinom prošlog stoljeća u Hrvatskoj je bilo približno 1600 Ercega, a danas ih živi oko 2400 u 990 domaćinstava. Prisutni su u svim hrvatskim županijama, u 69 gradova i 131 manjem naselju, najviše u Splitu (330), Zagrebu (300), Šibeniku (210), Vrgorcu (130), te u Makarskoj (125). Prezime "Erceg" nosi i oko 500 osoba u Americi, približno 300 u Australiji, te oko 300 osoba u Novom Zelandu.

## Povijest prezimena
Prezime Erceg (Herceg) najvjerojatnije potječe od riječi herceg (starohrv. herceg < madž. herceg, od starovisokonjem. herizoho/herizogo, srednjovisokonjem. herzoge: vojskovođa, vojvoda; njem. Herzog), koja se u hrvatskoj historiografiji upotrebljava kao naziv (titula) za najvišega kraljeva zamjenika u Hrvatskoj.
Titulu hercega upotrebljavao je i veliki vojvoda bosanski Hrvoje Vukčić Hrvatinić, koji je 1403. dobio titulu dux Spaleti, što se u onodobnim hrvatskim izvorima prevodilo kao herceg splicki. Nešto poslije Stjepan Vukčić Kosača (1435) naslijedio je od svojega strica Sandalja Hranića njegove zemlje i od 1448., nakon kraljevske potvrde svojih posjeda, nazivao se hercegom, isprva kao herceg humski i primorski, a zatim kao herceg od svetoga Save (prvi dokument s početka 1449). Nakon njegove smrti titulu hercega nosila su oba njegova sina – Vladislav i Vlatko. Njihovi su nasljednici sve do kraja XVI. st. rabili istu titulu te prezime Hercegović, a po tituli hercega Osmanlije su nakon osvajanja nekadašnjih zemalja Hranića-Kosača to područje nazvali Hercegovinom. U te zemlje spadalo je i područje Zabiokovlja, odnosno sela Rašćane (Hrašćane) i Vrdol (Vrhdol).
Nema povijesnih dokaza da su osobe koje su nosile (ili nose) to prezime eventualno potomci nekog od bosanskih hercega, ali to prezime nedvojbeno potječe od riječi (titule) herceg, a ne od naziva Hercegovina (kao što su prezimena Hercegovac/Hercegović ili Ercegovac/Ercegović). S obzirom na to da se glas "h" ranije nije upotrebljavao u svakodnevnom govoru ljudi iz tih krajeva, prezime se je počelo u tadašnjim maticama pisati kao "Erceg", što se zadržalo i do danas.
Prezime Erceg se prvi put spominje u sedamnaestom stoljeću kada se u vrijeme Kandijskog rata u Podgori, kao izbjeglice, spominju Petar, Tadija i Nikola Erceg (Herceg) iz Rašćana, a u Hercegovini (u okolici Ljubuškog) se pojavljuje tek sredinom osamnaestoga stoljeća i to najčešće u svom izvornom obliku "Herceg".
U svojoj knjizi "Plemena Imotske krajine" fra Vjeko Vrčić piše da su se, "prema nesigurnoj predaji", Ercezi u Rašćanima Gornjim ranije prezivali Jurišići, ali nigdje nema povijesnih dokaza za to.

## Ercezi u Rašćanima
Na području nekadašnjeg jedinstvenog sela Rašćane Ercezi pretežito (i gotovo bez "primjesa") žive u tri zaselka: Gomila i Vodenjak u Rašćanima te Ercezi u Rašćanima Gornjim. Osim tih zaselaka, obitelji s prezimenom Erceg žive i u zaselcima Knezovići, Lužine, Sokoli i Zelići (svi u Rašćanima), gdje su se uglavnom naselili na ženino imanje. 